# Bankhaus RSA
Die Bankhaus RSA eG ist eine deutsche Genossenschaftsbank mit Sitz in Rechtmehring im Landkreis Mühldorf am Inn, eingetragen im Genossenschaftsregister beim Amtsgericht Traunstein unter Nummer 80.

## Geschichte
Am 26. Dezember 1899 wurde der Darlehenskassenverein Rechtmehring mit der Eintragung in das Genossenschaftsregister des Amtsgericht Haag in Oberbayern gegründet. 1901 erfolgte die Gründung des Darlehenskassenvereins Rieden mit dem Sitz in Rieden und im Jahr 1907 die Gründung des Darlehenskassenvereins Albaching mit dem Sitz in Albaching. Die Darlehenskassenvereine wurden 1935 in Spar- und Darlehenskassen und 1952 in Raiffeisenkassen umbenannt.
Das erste eigene Bankgebäude wurde 1959 in Rechtmehring bezogen. Kurz darauf wurde erstmals die Bilanzsumme von 1 Million Mark überschritten.
Die Raiffeisenkasse Albaching eGmbH und die Raiffeisenkasse Rechtmehring eGmbH schlossen sich 1964 zur Raiffeisenbank Rechtmehring-Albaching eGmbH zusammen, die gemeinsame Bilanzsumme erreichte 2,6 Millionen Mark. 1977 folgte der Zusammenschluss der Raiffeisenbank Rechtmehring-Albaching eG mit der Raiffeisenbank Soyen eG mit dem Sitz in Soyen zur Raiffeisenbank Rechtmehring-Soyen-Albaching eG.
20 Jahre später überstieg die Bilanzsumme erstmals 100 Millionen Mark. Die Raiffeisenbank Rechtmehring-Soyen-Albaching eG feierte im Jahr 2000 ihr 100-jähriges Bestehen. Im darauffolgenden Jahr war die Eröffnung der neuen Geschäftsstelle in Wasserburg am Inn. Im Jahr 2004 kam es zur Umfirmierung in Raiffeisenbank RSA eG (RSA für „Rechtmehring-Soyen-Albaching“).
Im Jahr 2011 wurde in Keferloh eine weitere Filiale eröffnet, welche 2014 nach München verlegt wurde. 2020 firmierte die Bank auf Bankhaus RSA eG um.
Ende Mai 2025 wurde bekannt, dass die Genossenschaftsbank in eine Schieflage geraten ist. Als Folge trat der bisherige Vorstand Alfred Pongratz zurück. Für ihn rückte Andreas Thalmeier, sein bisheriger Stellvertreter, nach.

## Organisationsstruktur
Rechtsgrundlagen sind das Gesetz betreffend die Erwerbs- und Wirtschaftsgenossenschaften und die durch die Generalversammlung beschlossene Satzung. Organe der Bank sind der Vorstand, der Aufsichtsrat und die Generalversammlung.

## Sicherungseinrichtung
Die Bankhaus RSA eG ist der Sicherungseinrichtung des Bundesverbandes der Deutschen Volksbanken und Raiffeisenbanken GmbH und der Sicherungseinrichtung des Bundesverbandes der Deutschen Volksbanken und Raiffeisenbanken e.V. angeschlossen.

## Geschäftsausrichtung
Die Bankhaus RSA eG betreibt das Universalbankgeschäft. Zu den Geschäftstätigkeiten gehören im Aktivgeschäft die Bereitstellung von Krediten einschließlich Baufinanzierungen sowie im Passivgeschäft die Anlage von Kundengeldern. Im Verbundgeschäft arbeitet sie mit der DZ Bank, R+V Versicherung, Bausparkasse Schwäbisch Hall, Münchener Hypothekenbank, Allianz-Versicherungen, Teambank, VR Smart Finanz, DZ Hyp und der Union Investment zusammen.

## Geschäftsgebiet und Kooperationen
Das Geschäftsgebiet liegt im Südwesten des Landkreises Mühldorf am Inn und im Norden des Landkreises Rosenheim.
An diesen Orten betreibt die Bank Filialen:
- Rechtmehring (Hauptstelle, Sitz)
- Soyen (Geschäftsstelle)
- Albaching (Geschäftsstelle)
- Wasserburg a.Inn (Geschäftsstelle)
- München (Geschäftsstelle)

Die Bankhaus RSA eG und KW Financial Services Holding AG, ein Finanzvertrieb aus München, kooperieren seit 2009.